# Limnichus murinus
Limnichus murinus is een keversoort uit de familie dwergpilkevers (Limnichidae). De wetenschappelijke naam van de soort werd in 1870 gepubliceerd door Flaminio Baudi di Selve.